# Влигхёйс, Кирстен
Кирстен Влигхёйс (нидерл. Kirsten Vlieghuis; род. 17 мая 1976, Хенгело, Оверэйсел, Нидерланды) — нидерландская пловчиха, специализируется в плавании вольным стилем на дистанциях 400 и 800 метров.
На  Олимпийских играх 2000 года она финишировала десятый в заплывах на 400 и 800 метров и не достигла успехов в финале.